# اوریکن
شهر اوریکن (به رومانیایی: Uricani) در شهرستان هوندرا در کشور رومانی واقع شده‌است. جمعیت این شهر ۱۲٬۱۷۷ نفر  است.